# 1968년 동계 올림픽 미국 선수단
1968년 동계 올림픽 미국 선수단은 프랑스 그르노블에서 개최된 1968년 동계 올림픽에 참가한 올림픽 미국 선수단이다.

## 메달리스트
| 메달   | 이름          | 종목            | 세부종목   |
| ------ | ------------- | --------------- | ---------- |
| 금메달 | 페기 플래밍   | 피겨 스케이팅   | 여자 싱글  |
| 은메달 | 팀 우드       | 피겨 스케이팅   | 남자 싱글  |
| 은메달 | 테리 맥더모트 | 스피드 스케이팅 | 남자 500m  |
| 은메달 | 제니 피쉬     | 스피드 스케이팅 | 여자 500m  |
| 은메달 | 다이애나 홀룸 | 스피드 스케이팅 | 여자 500m  |
| 은메달 | 메리 메이어스 | 스피드 스케이팅 | 여자 500m  |
| 동메달 | 다이애나 홀룸 | 스피드 스케이팅 | 여자 1000m |